# Robert Richtmyer
Robert Davis Richtmyer (* 10. Oktober 1910 in Ithaca, NY; † 24. September 2003 in Gardner, Colorado) war ein US-amerikanischer Physiker und angewandter Mathematiker, der sich u. a. mit der Numerik von Differentialgleichungen und Hydrodynamik beschäftigte.

## Leben
Richtmyer war der Sohn des Physikers Floyd Karker Richtmyer (1881–1939). Er studierte in Göttingen, an der Cornell University und am Massachusetts Institute of Technology (MIT). 1935 wurde er am MIT in Physik bei John C. Slater promoviert („Quantum mechanical study of multiple ionization collisions of a fast electron with an atom“). Danach war er an der Stanford University und im Zweiten Weltkrieg in der Forschung für die US-Marine und in Los Alamos, wo er nach dem Krieg Leiter der Theorie-Abteilung wurde und am Wasserstoffbombenprojekt unter Edward Teller beteiligt war. Ab 1954 war er Leiter des Rechenzentrums und später Professor an der New York University, an dessen Courant Institute er ab 1953 war. Ab 1964 war er Professor für Mathematik und Physik an der University of Colorado at Boulder, wo er Anfang der 1980er Jahre emeritierte. Danach unterrichtete er noch sechs Jahre begabte Schüler, wofür er 1987 eine Auszeichnung der US Schulbehörde erhielt.
Er spielte seit seiner Jugend Violine, später auch mit dem Boulder Philharmonic Orchestra. Richtmyer sprach deutsch, französisch und russisch.
Er war zweimal verheiratet, in erster Ehe ab 1938 mit Georgia Foster, was mit Scheidung endete, in zweiter Ehe ab 1953 mit Jane Perry, die 1979 starb. Er hatte zwei Töchter und einen adoptierten Sohn.

## Werk
Nach ihm ist die Richtmyer-Meshkov Instabilität in der Gas- bzw. Hydrodynamik benannt, wenn eine Stoßwelle senkrecht auf die Grenzfläche zweier verschieden dichter Gase trifft, was zu Turbulenzen führt, die manchmal wie pilzförmige Wolken aussehen.
Ende der 1940er Jahre arbeitete er mit John von Neumann über Differenzenverfahren zur Lösung der Differentialgleichungen in der eindimensionalen Gasdynamik (ihre Interessen lagen in Explosionen und Stoßwellen), dessen Instabilitäten später von Peter Lax als Relikte des numerischen Verfahrens erkannt wurden. 1956 bewiesen Richtmyer und Lax den „Laxschen Äquivalenzsatz“, dass ein endliches lineares Differenzenverfahren für ein (wohldefiniertes) Anfangswertproblem linearer partieller Differentialgleichungen genau dann konvergiert, wenn es stabil ist.
1990 erhielt er den Leroy P. Steele Prize für sein Buch über Differenzenmethoden bei Anfangswertproblemen von Differentialgleichungen.

## Schriften
- Difference methods for initial value problems, Interscience 1957, 2. Auflage mit Keith William Morton, New York, 1967, Neuauflage, Krieger 1994, ISBN 0-89464-763-6
- Principles of Advanced Mathematical Physics, Springer, 2 Bände, 1978, 1986
- mit Arlan Ramsay Introduction to hyperbolic geometry, Springer 1995